# Emerald Plaza
L'Emerald Plaza est un gratte-ciel de bureaux de 137 mètres de hauteur construit à San Diego en Californie aux États-Unis en 1990.
En 2011 c'était le cinquième plus haut gratte-ciel de San Diego.
L'architecte est l'agence C.W. Kim Architects & Planners
Le propriétaire de l'immeuble est la société  Triple Net Properties, LLC